# Konrad (Brandenburgia)
Konrad (I) (ur. ok. 1240, zm. 1304) – margrabia brandenburski na Stendal od 1266 (wraz z braćmi) z dynastii askańskiej.
Był młodszym synem margrabiego ze Stendal Jana I i jego pierwszej żony, Zofii, córki króla duńskiego Waldemara II Zwycięskiego. Wraz ze swoimi starszymi braćmi Ottonem IV ze Strzałą i Janem II po śmierci ojca objął władzę w Brandenburgii–Stendal (później do współrządów dopuszczony został jeszcze młodszy brat Henryk I). Bracia dzielili tytuł margrabiowski z kuzynami z innej linii dynastii askańskiej, panującymi w Salzwedel. Faktyczny udział Konrada w rządach był niewielki, wśród braci dominował Otto IV, a Konrad mu pomagał. W 1271 uzyskał Gdańsk oddany mu przez księcia Pomorza Gdańskiego Mściwoja II, już w następnym roku został stamtąd jednak usunięty przez Mściwoja wspomaganego przez księcia wielkopolskiego Bolesława Pobożnego. Konrad uzyskał wówczas Darłowo.
W 1260 poślubił córkę księcia wielkopolskiego Przemysła I Konstancję, ze związku tego pochodziło m.in. kolejni margrabiowie brandenburscy Jan IV i Waldemar Wielki.